# División de Honor de balonmano 1989-90
La División de Honor de balonmano 1989-90 fue la última edición de esta competición antes de comenzar la Liga Asobal. Se desarrolló en una fase que constaba de una liga con dieciséis equipos, enfrentados todos contra todos a doble vuelta. Esta temporada los equipos que ascendieron directamente fueron el Teucro CajaPontevedra y el Espárragos de Navarra (San Antonio).

## Clasificación
| Pos | Equipo                   | J  | G  | E | P  | GF  | GC  | Pts |
| --- | ------------------------ | -- | -- | - | -- | --- | --- | --- |
| 1   | FC Barcelona             | 30 | 24 | 4 | 2  | 771 | 570 | 52  |
| 2   | Teka                     | 30 | 24 | 3 | 3  | 770 | 640 | 51  |
| 3   | Alaplana Atlético Madrid | 30 | 22 | 2 | 6  | 737 | 590 | 46  |
| 4   | Cacaolat Granollers      | 30 | 19 | 6 | 5  | 792 | 656 | 44  |
| 5   | Avidesa Valencia         | 30 | 19 | 3 | 8  | 774 | 697 | 41  |
| 6   | Elgorriaga Bidasoa       | 30 | 20 | 0 | 10 | 723 | 635 | 40  |
| 7   | Cajamadrid               | 30 | 18 | 4 | 8  | 761 | 686 | 40  |
| 8   | Xerox Arrate             | 30 | 13 | 2 | 15 | 703 | 753 | 28  |
| 9   | Mepamsa San Antonio      | 30 | 13 | 1 | 16 | 698 | 759 | 27  |
| 10  | Michelin                 | 30 | 10 | 2 | 18 | 629 | 684 | 22  |
| 11  | Helados Alacant          | 30 | 9  | 2 | 19 | 681 | 760 | 20  |
| 12  | Teucro CajaPontevedra    | 30 | 8  | 2 | 20 | 672 | 747 | 18  |
| 13  | Ceset Naranco            | 30 | 7  | 2 | 21 | 614 | 736 | 16  |
| 14  | Puleva Málaga            | 30 | 7  | 1 | 22 | 658 | 780 | 15  |
| 15  | BM Cuenca                | 30 | 7  | 1 | 22 | 662 | 725 | 15  |
| 16  | Palautordera             | 30 | 2  | 1 | 27 | 589 | 816 | 5   |

|  | Campeón y Copa de Europa        |
|  | Eliminatoria por la permanencia |
|  | Descenso                        |